# Antonio de Layseca y Alvarado
Antonio de Layseca y Alvarado (1639 - 1688) (según el historiador Manuel Lanz este personaje llevó por nombre Antonio de la Iseca y Alvarado) fue un político y marino español, nacido en Madrid y fallecido en Sevilla. Fue gobernador y capitán general de Yucatán de 1677 a 1679 y de 1680 a 1683, bajo el reinado de Carlos II de España.

## Datos históricos
Era Layseca un marino experimentado que había hecho carrera capitaneando las naves que zurcaban el atlántico entre Cádiz y los dominios españoles de las Indias, en la segunda mitad del siglo XVII. Era titular en la provincia de Yucatán, en la región de Valladolid, de una encomienda que administraba por medio de uno de sus escuderos. En 1677, como almirante de la flota que debía zarpar de Cádiz rumbo a América, tuvo la idea de solicitarle al rey Carlos II de España la capitanía general de Yucatán. Su petición llegó al rey en buen momento porque se daba el cambio de gobernador en la provincia de Yucatán y este convino en el planteamiento de Layseca. El 12 de noviembre de 1677 le fue asignada la gubernatura y capitanía general de Yucatán por cinco años, aunque no tomó posesión sino hasta diciembre del mismo año, después de haber renunciado a encabezar la flota que zarparía en esos días.
El rey Carlos II de España le ordenó, al firmar su nombramiento, que respetara a los indígenas de la región porque era conocido el régimen de expoliación y abuso al que eran sometidos los naturales de Yucatán. Así, determinó el rey que no se debería sacar dinero de las cajas de las comunidades de indios para hacer uso de él en ningún caso. Se prohibió también ocuparlos en labores de servicio personal y para producir bienes sin la anuencia de ellos mismos y en beneficio de españoles y criollos. Estas medidas causaron molestia e irritación entre los beneficiarios usuales de aquellas prebendas expoliadoras.
Desde que asumió el poder en la provincia Antonio de Layseca se percató de la vulnerabilidad de los puertos de la península, tanto los del litoral del Golfo de México (la Isla de Tris y San Francisco de Campeche), como los de la costa oriental en el Caribe (Bacalar y la desembocadura del río Wallace o Waliz (Belice, actualemnete). Layesca recorrió también la costa norte de la península, desde Sisal hasta Cabo Catoche, percatándose de los múltiples desembarcaderos sin vigilancia de ninguna especie que acostumbraban usar los filibusteros para hacer sus ingresos tierra adentro y cometer sus tropelías. En ningún caso los dispositivos de seguridad con que se contaba en ese entonces permitían hacer frente eficientemente a los constantes ataque de piratas y bucaneros, principalmente ingleses, que hacían de las suyas en esos litorales buscando el preciado palo de tinte, las maderas preciosas de la región, a más de los pillajes que acostumbraban en los puertos y de los secuestros de personas que después vendían como esclavos en otros lugares, como las posesiones inglesas en el mar Caribe. Fue por ello que escribió cartas solicitando ayuda y recursos de toda índole para poder montar una defensa naval razonable equiparable a los constantes e ingentes riesgos que se vivían. Escasa ayuda recibió a pesar de sus constantes súplicas a la corona y al virreinato de la Nueva España
El 10 de julio de 1678 el puerto de Campeche fue saqueado durante tres días llevándose cautivas los piratas a más de 200 personas de la ciudad junto con un enorme botín reunido entre el tesoro real y las pertenencia de gran número de habitantes. La noticia llegó a Mérida tardíamente y aunque el gobernador se movilizó él mismo hacia San Francisco de Campeche, ya nada pudo hacerse para evitar el daño. La ciudad quedó desolada y desde ahí mismo el gobernador escribió a la Ciudad de México y a Madrid refiriendo lo que había sucedido y reiterando su constante solicitud de auxilio y apoyo. Pedía entre otras cosas la construcción de un muelle en el puerto de Campeche, la terminación de los baluartes, la prolongación de la muralla y la conclusión de los fuertes, aparte de efectivos humanos y de barcos que permitieran hacer efectiva una defensa de la ciudad. La Audiencia de México decidió ante los acontecimientos iniciar una investigación sobre la verdad del gobierno de Layseca. Nombró a Juan de Aréchiga, oidor de la Audiencia quien llegó a la provincia de Yucatán en febrero de 1679.
Aréchiga se hizo de inmediato cargo del gobierno y como si se tratara de un juicio de residencia, inició la instrucción del marino Antonio de Layseca. El proceso duró un poco más de un año, después del cual hubo de exonerar al gobernador propietario pues no se encontró culpa ni responsabilidad alguna de él en los acontecimientos infaustos de julio de 1678. A Layseca se le reinstaló en el gobierno y en la capitanía general de Yucatán, con honores y dignidades de toda laya.
Durante la última parte de su gobierno, a partir de marzo de 1680 en que regresó a la Ciudad de México el oidor Aréchiga, Antonio de Layesca, con lealtad a su rey continuó con su tarea, sin gran apoyo de la corte, ni del virreinato de la Nueva España, pagando de su propio peculio una flota de navíos con los que fue a combatir a los filibusteros a Laguna de Términos en donde logró derrotarlos. Él creyó entonces que la derrota de los ingleses en esa ocasión sería definitiva para expulsarlos de la región, pero la historia se encargó de demostrar que no había sido el caso.
En el mes de julio de 1683,  Antonio de Layseca y Alvarado fue reemplazado en el gobierno por Juan Bruno Téllez de Guzmán.